# JetAudio
jetAudio – program do odtwarzania multimediów, rozwijany przez amerykański oddział firmy Cowon. Dostępne są dwie wersje – darmowa (Basic) oraz Plus – oferująca dodatkowe opcję, rozpowszechniana za opłatą licencyjną oraz dodawany jest do odtwarzaczy Cowon iAUDIO. Program cieszy się dużym uznaniem ze względu na zauważalnie szybsze działanie od konkurencyjnego Winampa, oferującego podobny zakres opcji.

## Możliwości
jetAudio jest programem o możliwościach przekraczających zwykłe odtwarzanie plików multimedialnych.
Poniżej zebrano najważniejsze z nich:
- obsługa popularnych formatów muzycznych i wideo (MP3, WAV, OGG, FLAC, RM, AVI, MPEG, RMVB, MOV i inne),
- wypalanie płyt CD,
- nagrywanie i przechwytywanie dźwięku,
- edycja tagów ID3,
- obsługa skórek i wizualizacji,
- obsługa napisów do filmów,
- integracja z internetowymi bazami danych CD,
- zarządzanie albumami i listami odtwarzania,
- konwersja pomiędzy plikami muzycznymi oraz wideo,
- ripowanie płyt CD,
- obsługa rozgłośni oraz transmisji internetowych,
- synchronizacja tekstów piosenek (karaoke)
- budzik
- konwertowanie filmów do formatów rozpoznawanych przez odtwarzacze Cowon iAUDIO.

## Wymagania
Minimalne wymagania:
- Pentium 200 MHz lub szybszy
- 256 MB pamięci RAM (zalecane 512 MB lub więcej)
- 40 MB wolnego miejsca na dysku,
- System operacyjny 2000/XP/Vista/7
- karta dźwiękowa, głośniki lub słuchawki,

Zalecane oprogramowanie zewnętrzne:
- DirectX 8 lub nowszy,
- QuickTime 4 lub nowszy (wymagany do odtwarzania plików *.mov).